# Amanda Langlet
Amanda Langlet (* 1967) ist eine französische Schauspielerin.

## Werdegang
Amanda Langlet wurde als Schauspielerin in drei Filmen von Éric Rohmer bekannt. Im Alter von fünfzehn Jahren gab sie in Pauline am Strand in der Titelrolle ihr Kinodebüt. Für die Darstellung der Ethnologiestudentin Margot in Sommer wurde sie 1997 für den Prix Michel Simon nominiert. 2004 übernahm sie in Rohmers Spätwerk Triple Agent eine Nebenrolle. Ihre bisher letzte Rolle vor der Kamera hatte sie im Jahr 2008 im Spielfilm Les inséparables (Stand: Dezember 2020).

## Zusammenarbeit mit Éric Rohmer
Éric Rohmer entdeckte das Foto von Langlet in der Kartei der damaligen französischen Filmproduktionsfirma SFP (Société française de production et de créations audiovisuelles) und besetzte sie für die Hauptrolle in Pauline am Strand. Für Rohmers Film Sommer durfte sich Amanda Langlet, die damals Ethnologie studierte, den Namen ihrer Figur selbst aussuchen und wählte Margot.
In einem Interview des französischen Nachrichtenmagazins L’Obs aus Anlass der Veröffentlichung des gesamten Werks von Éric Rohmer auf DVD und Blu-Ray meinte Amanda Langlet: „Ich war ein Kind in Pauline am Strand, eine junge Frau in Sommer, eine Mutter – ich spiele mit meiner Tochter – in Triple Agent. Meine Mutter ist in Die Lady und der Herzog zu sehen, wo ich ebenfalls mitspiele. Eric Rohmer ist ein Leben lang.“

## Filmografie (Auswahl)
- 1983: Pauline am Strand (Pauline à la plage, Regie: Éric Rohmer)
- 1985: Elsa, Elsa (Regie: Didier Haudepin)
- 1988: Sanguine (Regie: Christian François)
- 1996: Le cri de Tarzan (Regie: Thomas Bardinet)
- 1996: Sommer (Conte d'été, Regie: Éric Rohmer)
- 1997: Die Jagd nach dem tanzenden Gott (La divine poursuite, Regie: Michel Deville)
- 1999: Tagebuch eines Landarztes (La maladie de Sachs, Regie: Michel Deville)
- 2004: Triple Agent (Regie: Éric Rohmer)
- 2008: Les inséparables (Regie: Christine Dory)